# Solsona (Lleida)
Solsona, Lleida község Spanyolországban, Lleida tartományban. Solsona Lladurs és Olius községekkel határos. Lakosainak száma 9480 fő (2024).

## Népesség
A település népessége az utóbbi években az alábbiak szerint változott:
| Lakosok száma | 1593 | 2553 | 3310 | 4956 | 6114 | 8127 | 9233 | 9067 | 9094 | 9480 |
|               | 1717 | 1887 | 1936 | 1960 | 1986 | 2004 | 2009 | 2014 | 2019 | 2024 |